# Oldtidsstudier (Københavns Universitet)
Oldtidsstudier er en samling studier på Institut for Tværkulturelle og Regionale Studier, på Københavns Universitet. Enheden omfatter forskning og undervisning i fagene (studierne) Assyriologi, Egyptologi, Indianske Sprog og Kulturer, og Nærorientalsk Arkæologi. Gruppen fortsætter Carsten Niebuhr-Instituttet, som i 2004 blev lagt sammen med andre små områdefag i Institut for Tværkulturelle og Regionale studier, men med tilføjelse af studiet i Indianske Sprog og Kulturer, som beskæftiger sig med Mesoamerikas oldtid. 

## Betydende ansatte
- Professor i Egyptologi Kim Ryholt
- Professor i Egyptologi Fredrik Norland Hagen
- Lektor i Indianske Sprog og Kulturer Jesper Nielsen (lektor)
- Lektor i Nærorientalsk Arkæologi Ingolf Thuesen
- Adjunkt i Assyriologi Troels Pank Arbøll
- Lektor i nærorientalsk arkæologi Tobias Richter